# Telostylinus humeralis
Telostylinus humeralis är en tvåvingeart som beskrevs av de Meijere 1924. Telostylinus humeralis ingår i släktet Telostylinus och familjen Neriidae. Inga underarter finns listade i Catalogue of Life.